# Самуйлёнок, Эдуард Людвигович
Эдуард Людвигович Самуйлёнок (бел. Эдуард Людвікавіч Самуйлёнак; 1907—1939) — белорусский советский писатель.

## Биография
Эдуард Самуйлёнок родился 23 июля (5 августа) 1907 года в Санкт-Петербурге. Учился в Петроградской польской гимназии. С 1928 года начал публиковаться. Работал в редакциях газет «Красный Полоцк» (1930—1933) и «Літаратура і мастацтва» (1934—1939). 
Первая повесть Самуйлёнка «Теория Калебрун», вышедшая в 1934 году, повествовала об антифашистской борьбе польских рабочих. В 1935 году вышла его вторая антифашистская повесть «Герой нации». В последующих произведениях Самуйлёнок изображал современное советское общество, борьбу за установление Советской власти. К таковым относятся его роман «Будущность», пьесы «Сержант Дроб» и «Гибель волка», рассказы «Последний заказ», «Русалочьи тропы», «Охотничье счастье» и другие.
По доносу писателя Э.Л.Самуйлёнка о том, что белорусский писатель Михась Багун (Михаил Федорович Блошкин) якобы "стрелял в портрет Сталина", был арестован, репрессирован и умер в пересыльном пункте в сибирских лагерях белорусский писатель Михась Багун.
Скончался 12 февраля 1939 года, похоронен на Военном кладбище Минска (фото могилы).

## Награды
- орден Трудового Красного Знамени (31.01.1939)[3].